# Ричмонд Льюїс
Ричмонд Льюїс (англ. Richmond Lewis; США) — американська художниця, яка недовго працювала як комікс-колористка. Вона є дружиною художника коміксів Девіда Маццуккеллі. Колористика не була її головною кар'єрою в якості художника, і сталася лише тому, що Маццуккеллі хотів занурити Льюїс у свій світ.

## Особисте життя
Вона є дружиною художника коміксів Девіда Маццуккеллі, та мала багато спільних робіт з ним, де виступала колористкою. Зараз, живе неподалік Нью-Йорка з чоловіком і двома котами — Ранташіро та Сумі.

### Редакторка
- Rubber Blanket #1–3 (1991—1993, Rubber Blanket Press)

### Сценаристка/художниця
- «If It Weren't For Men…» у Rubber Blanket #1 (малюнок Ричмонд Льюїс)
- «Beyond the Last Pier» у Rubber Blanket #1 (текст від Девіда Маццуккеллі)

- Batman #404–407: «Бетмен: Рік перший» (1987, DC Comics)
- The Shadow #1–6 (1987–88, DC Comics)
- The Prisoner #3 (1988, DC Comics)
- Batman: Legends of the Dark Knight #1–5: «Shaman» (1989–90, DC Comics)
- Teenage Mutant Ninja Turtles: The Secret of the Ooze — Official Movie Adaptation (1991, Tundra Publishing)
- Ironwolf: Fires of the Revolution graphic novel (1992, DC Comics)
- Turtle Soup #3–4 (1992, Mirage)
- Detective Comics Annual #8 (1995, DC Comics)

## Нагороди
- 1993: Will Eisner Comic Industry Awards — Номінації:
  - «Best Colorist» (укр. Найкраща колористка) за Ironwolf: Fires of the Revolution від DC Comics;
  - «Best Anthology» (укр. Найкраща аналогія) за Rubber Blanket #1, редакція від Девіда Маццуккеллі та Ричмонд Льюїс;
  - «Best Publication Design» (укр. Найкращий дизайн) за Rubber Blanket #1, дизайн від Девіда Маццуккеллі та Ричмонд Льюїс.